# Куппер, Йозеф
Йозеф Куппер (нем. Josef Kupper; 10 марта 1932, Люцерн — 5 июня 2017) — швейцарский шахматист, международный мастер (1955) и шахматный композитор. Математик.
Трёхкратный чемпион Швейцарии (1954, 1957 и 1962).
В составе национальной сборной участник 4-х Всемирных шахматных олимпиад (1954, 1958, 1964 и 1968). На 11-й олимпиаде в Амстердаме (1954) показал 2-й результат на 1-й доске.

## Спортивные достижения
| Год  | Город     | Турнир         | + | − | = | Результат | Место |
| ---- | --------- | -------------- | - | - | - | --------- | ----- |
| 1954 | Амстердам | 11-я Олимпиада | 8 | 2 | 4 | 10 из 14  | 2     |
| 1958 | Мюнхен    | 13-я Олимпиада | 4 | 4 | 6 | 7 из 14   |       |
| 1964 | Тель-Авив | 16-я Олимпиада | 8 | 1 | 6 | 11 из 15  |       |
| 1968 | Лугано    | 18-я Олимпиада | 5 | 5 | 4 | 7 из 14   |       |